# Mulatu Teschome

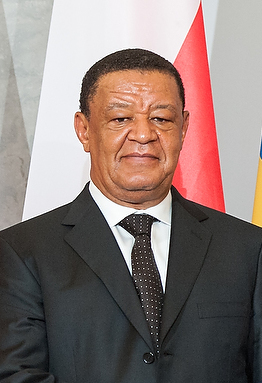
Mulatu Teschome (2018)

Mulatu Teschome Wirtu (amharisch ሙላቱ ተሾመ, * 1955 oder 1956 in Arjo, Provinz Wollega, Abessinien) ist ein äthiopischer Politiker und Diplomat und war vom 7. Oktober 2013 bis 25. Oktober 2018 Bundespräsident der Demokratischen Bundesrepublik Äthiopien. Er ist Parteimitglied der Demokratischen Oromo-Volksorganisation, das Teil der Regierungskoalition Revolutionäre Demokratische Front ist.

## Leben
Mulatu Teschome studierte in der Volksrepublik China und erhielt seinen Bachelor in Philosophie der Politischen Wirtschaft sowie seinen Doktorgrad im Völkerrecht an der Universität Peking. Danach lehrte er an zahlreichen ausländischen Universitäten und Institutionen.
Mitte der 1990er wurde Teschome Stellvertretender Minister für Wirtschaftsentwicklung und Zusammenarbeit unter Girma Birru und wurde am 7. Oktober 2001 zum Minister für Landwirtschaft und Ländliche Entwicklung ernannt, was er bis zum 1. Juli 2003 blieb. Er war von 2002 bis 2005 zugleich Sprecher des äthiopischen Bundeshauses.
Später wurde Mulatu Äthiopiens Botschafter in der Volksrepublik China, dann in Japan und am 21. April 2006 in der Türkei. Noch während er als Botschafter in der Türkei diente, wurde er am 7. Oktober 2013 einstimmig durch das Parlament zum Bundespräsidenten Äthiopiens gewählt. Girma Seifu von der Partei Einheit für Demokratie und Gerechtigkeit, einziges Oppositionsmitglied im Volksrepräsentantenhaus, begrüßte seine Wahl. Am 25. Oktober 2018 trat er von seinem Amt zurück.
Wie seine Vorgänger ist Mulatu Teschome ein Oromo. Er hat einen Sohn.

## Ehrungen
- Die kommunistische Partei Chinas würdigte ihn als „Alten Freund des chinesischen Volkes“.[9][10]